# Sadako vs. Kayako
Série
Sadako 3D 2
(2013)
Pour plus de détails, voir Fiche technique et Distribution.
Sadako vs. Kayako (貞子 vs. 伽椰子) est un film japonais réalisé par Kōji Shiraishi et sorti en 2016.
Il s'agit d'un crossover entre les séries de films Ju-on et Ring. Il met donc en scène la rencontre au sommet entre deux légendes du cinéma d'horreur japonais : Sadako (Ring) et Kayako (Ju-on).

## Synopsis
Le fantôme de Sadako tue un travailleur social alors qu'il visite une vieille dame. Yuri Kurahashi et Natsumi Ueno, deux étudiantes, s'associent à deux médiums, Keizo et Tamao. Ces derniers ne voient qu'une seule manière de combattre Sadako : l'opposer à un autre esprit vengeur, celui de Kayako.

## Fiche technique
- Titre : Sadako vs. Kayako
- Titre original : 貞子 vs. 伽椰子
- Réalisation : Kōji Shiraishi
- Scénario : Kōji Shiraishi
- Photographie : Hidetoshi Shinomiya (ja)
- Montage : Takeshi Wada (ja)
- Musique : Kōji Endō
- Production :
- Sociétés de production : Kadokawa Daiei Studio et NBCUniversal Entertainment Japan
- Pays de production :  Japon
- Langue originale : japonais
- Genre : horreur, fantastique
- Durée : 99 minutes[1]
- Dates de sortie : 
  - Japon : 18 juin 2016[1]

## Distribution
- Mizuki Yamamoto : Yūri Kurahashi
- Tina Tamashiro : Suzuka Takagi
- Aimi Satsukawa : Natsumi Ueno
- Masahiro Komoto : Shin'ichi Morishige
- Masanobu Andō : Keizō Tokiwa
- Mai Kikuchi : Tamao
- Misato Tanaka : Fumiko Takagi
- Masayoshi Matsushima : Sukemune Takagi
- Ichiruko Domen : Hōryū
- Runa Endo : Kayako Saeki
- Elly Nanami : Sadako Yamamura
- Rintarō Shibamoto : Toshio Saeki